# デヴァイス (バンド)
デヴァイス（Device）は、アメリカ合衆国のインダストリアル・メタル・バンド。
2011年に活動を休止したディスターブドのデイヴィッド・ドレイマンが、元フィルターのギタリストであるジーノ・レナードと2012年に結成。
2013年4月、デビュー・アルバム『デヴァイス』をリリース。

## 概要
デビュー・アルバム『デヴァイス』のレコーディングには、ギーザー・バトラー（ブラック・サバス）、グレン・ヒューズ（ディープ・パープル等）、M.シャドウズ（アヴェンジド・セヴンフォールド）、サージ・タンキアン（システム・オブ・ア・ダウン）、トム・モレロ（レイジ・アゲインスト・ザ・マシーン）、リジー・ヘイル（ヘイルストーム）がゲスト参加している。
ツアーには、ウィル・ハント（エヴァネッセンス）とヴァイルス（ドープ）が参加し、ジーノ・レナードは参加しなかったという。

## メンバー
- デイヴィッド・ドレイマン (David Draiman) - ボーカル
- ジーノ・レナード (Geno Lenardo) - ギター

ツアー・メンバー
- ウィル・ハント (Will Hunt) - ドラム
- ヴァイルス (Virus) - ギター

## ディスコグラフィ

### アルバム
| 年     | タイトル            | チャート最高位 | チャート最高位 |
| 年     | タイトル            | 全米           | 全英           |
| ------ | ------------------- | -------------- | -------------- |
| 2013年 | デヴァイス - Device | 11位           | 64位           |

### シングル
- "Vilify" (2013年)
- "You Think You Know" (2013年)